# Козаков, Николай Дмитриевич
Николай Дмитриевич Козаков — советский хозяйственный, государственный и политический деятель, Герой Социалистического Труда.

## Биография
Родился в 1911 году в Сквире. Член КПСС с 1939 года.
С 1933 года — на хозяйственной, общественной и политической работе. В 1933—1976 гг. — зоотехник в Киевской области, участник Великой Отечественной войны, заведующим отделом животноводства Черновицкого облисполкома, заведующим сельскохозяйственным отделом Черновицкого обкома партии, первый секретарь Кицманского района Черновицкой области, первый секретарь Кельменецкого райкома партии Черновицкой области
Указом Президиума Верховного Совета СССР от 26 февраля 1958 года присвоено звание Героя Социалистического Труда с вручением ордена Ленина и золотой медали «Серп и Молот».
Умер в Черновцах в 1985 году.